# Краев, Владимир Павлович
Влади́мир Па́влович Кра́ев (18 июля 1921, Лекма, Вятская губерния — 10 февраля 1944, Витебский район, Витебская область) — участник Великой Отечественной войны, командир танка, Герой Советского Союза (посмертно).

## Биография
Родился 18 июля 1921 года в деревне Лекма (ныне — в Слободском районе Кировской области) в семье рабочего. По национальности — русский. Мать — Алевантина Николаевна Князева. Некоторое время семья Краевых жила в Нагорске, затем переехала в Удмуртию. Жил и учился в городах Сарапуле, Ижевске, Воткинске. В последнем окончил седьмой класс и машиностроительный техникум, работал машинистом на машиностроительном заводе.
В 1940 году призван в Красную Армию. В 1943 году окончил Харьковское танковое училище и с февраля того же года участвовал в боях на Калининском фронте в составе 259-го танкового батальона 143-й танковой бригады 4-й ударной армии. Отличился в боях при освобождении Псковщины осенью 1943 года.
6 октября 1943 года во время прорыва вражеской обороны у деревень Расседенье, Большая Будница и Жуково Невельского района экипаж лейтенанта Краева уничтожил противотанковую пушку и три огневые точки противника. С 6 по 10 октября его танк, действуя в составе передового отряда, прошёл с боями 40 километров, участвовал в освобождении 15 населённых пунктов. У деревни Марченки два часа вел бой с вражеским гарнизоном. Уничтожил 2 противотанковые пушки, 5 пулемётов, захватил 2 автомашины, освободил 170 советских граждан, угоняемых в Германию. За 4 дня прошёл 40 километров, освободив 15 населённых пунктов. Будучи раненым, не покинул поле боя. Был представлен к званию Героя Советского Союза.
С 2 по 10 февраля 1944 года адъютант 259-го танкового батальона старший лейтенант Краев находился на передовом наблюдательном пункте, бесперебойно организовывал связь, снабжение передовых частей горюче-смазочными материалами и боеприпасами, увязывал вопросы взаимодействия и руководил танковым боем. 10 февраля 1944 года в одном из боёв по пути к Витебску старший лейтенант Краев убит снарядом противника. Посмертно награждён орденом Отечественной войны I степени (6 марта 1944).

## Награды
- Медаль «Золотая Звезда» (4 июня 1944, посмертно).
- Орден Ленина (4 июня 1944, посмертно).
- Орден Отечественной войны I степени (6 марта 1944, посмертно).

## Память

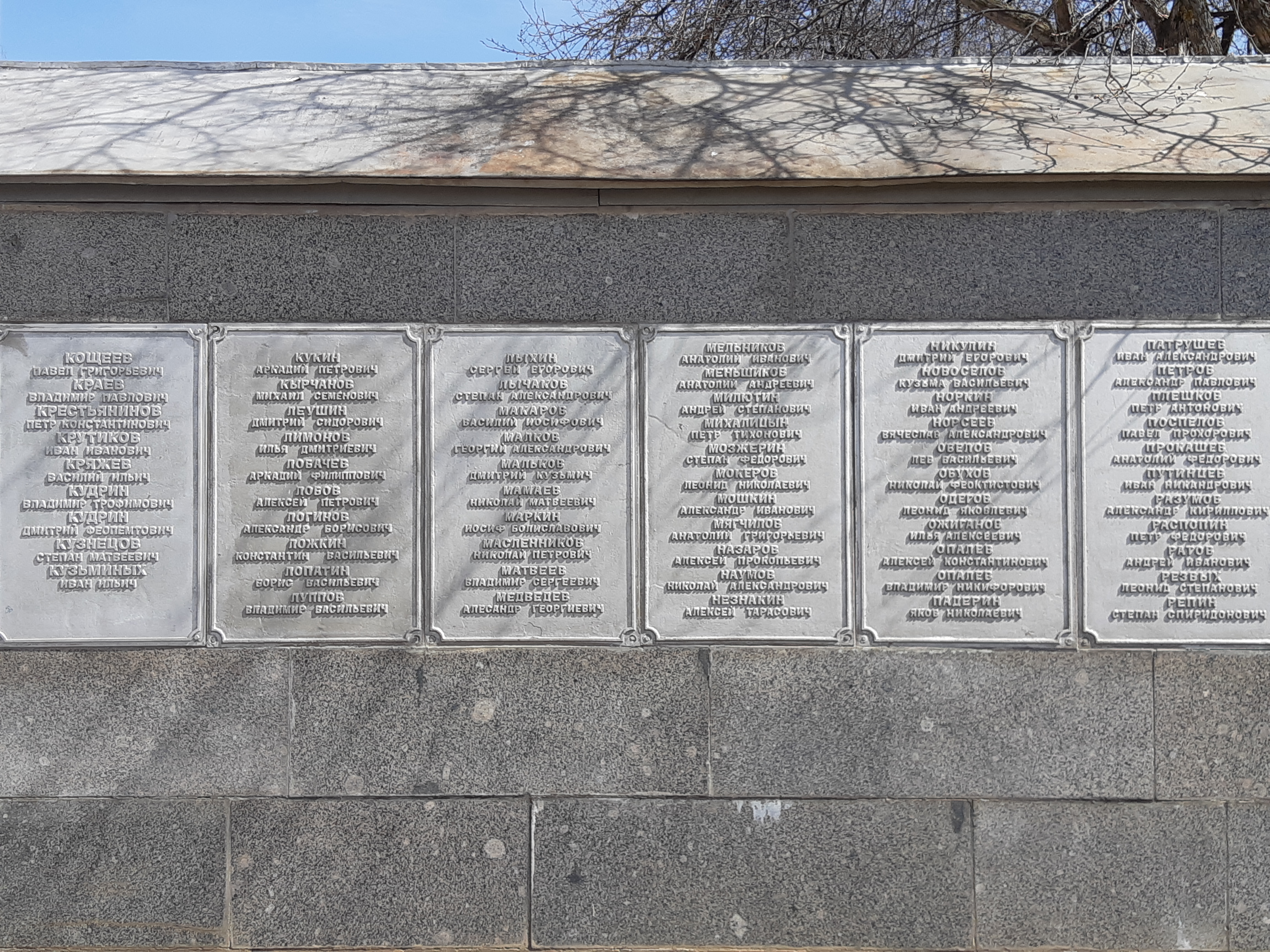
Имя Героя на мемориальной доске в парке Дворца пионеров г. Кирова

- Имя Героя увековечено на мемориальной доске в честь Героев Советского Союза — уроженцев Кировской области в парке Дворца пионеров города Кирова
- Имя Героя высечено золотыми буквами в зале Славы Центрального музея Великой Отечественной войны в Парке Победы города Москвы.
- На могиле героя установлен надгробный памятник.
- Похоронен в деревне Старое Село Витебской области.
- Решением исполкома Ижевского горсовета 28 апреля 1965 года бывший Прасовский переулок переименован в улицу Владимира Краева[2].